# سيلا (أليكانتي)
بلدية سيلا (بالإسبانية: Sella)‏, هي بلدية تقع في مقاطعة اليكانتي. جنوب شرق إسبانيا. يبلغ عدد سكانها 633 نسمة.